# Heinz Korte
Heinz Korte war als Regierungsassessor vertretungsweise Landrat im Kreis Cochem.

## Leben
Mittels Funkspruch vom 21. September 1935 wurde der in Braunsberg als Regierungsassessor eingesetzte Korte per sofortiger Wirkung zum kommissarischen Vertreter – für den am 28. August 1935 in den Ruhestand versetzten Landrat des Kreises Cochem Carl Müller – nach Cochem bestellt. Hier sollte er übergangsweise die Amtsgeschäfte im Kreishaus bis zur Ernennung eines neuen Landrats übernehmen. In Cochem wirkte er in der Zeit vom 21. September bis zum November des Jahres 1935, bevor er 1936 als Regierungsassessor nach Köln versetzt wurde. Dort erhielt er 1939 seine Ernennung zum Regierungsrat. Von Köln aus wechselte Korte – der genaue Zeitpunkt ist nicht dokumentiert – nach Schneidemühl der ehemaligen Hauptstadt der bis 1938 existierenden Provinz Grenzmark Posen-Westpreußen (danach Provinz Brandenburg).